# Brunswick Records
Brunswick Records este o casă de discuri americană fondată în anul 1916.